# Hanne Verbruggen
Pour les articles homonymes, voir Verbruggen.

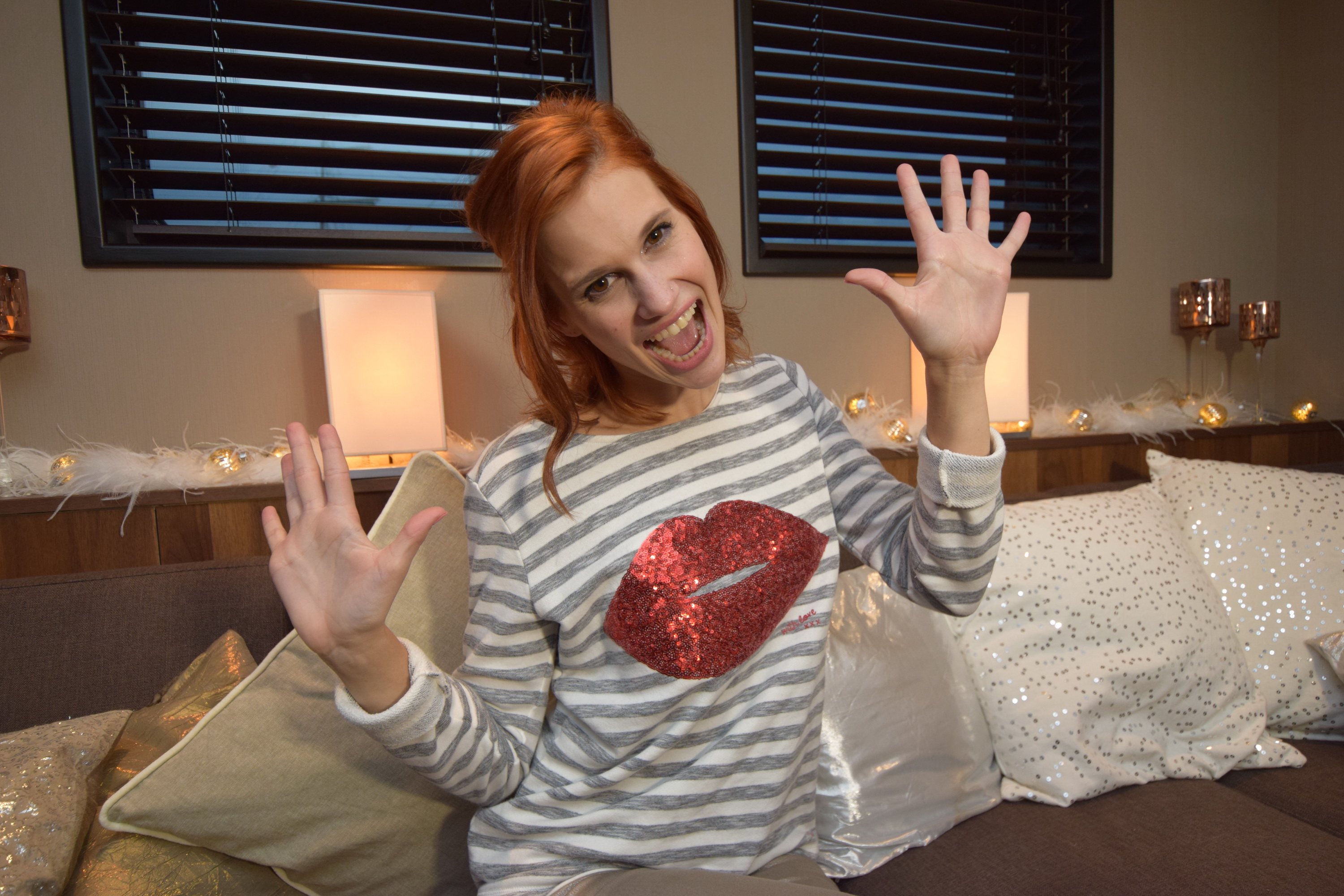
Hanne Verbruggen en 2015

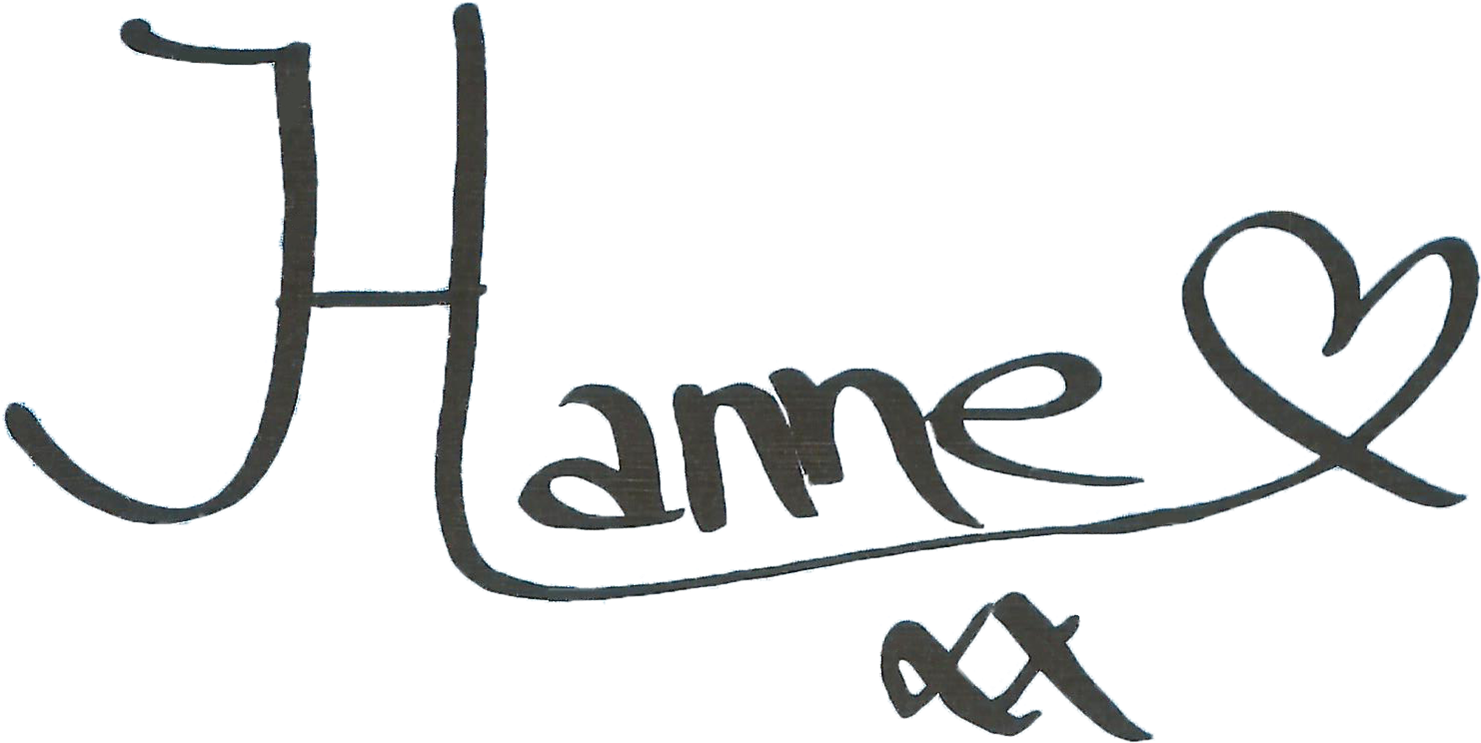
Signature

Hanne Stefanie Harry Verbruggen (née à Malines, en Belgique, le 3 mars 1994) est une chanteuse, actrice (musicale) et présentatrice belge néerlandophone qui fait partie du groupe K3 depuis 2015. 

## Enfance et vie privée
Avant de rejoindre le groupe K3, Hanne Verbruggen a suivi des études en sciences de l'information et de la communication. Elle a ensuite participé au mouvement scout belge Akabe où elle était chargée de l'encadrement de jeunes handicapés mentaux.
Hanne Verbruggen a épousé l'inspecteur de police Jorn Sarens le 29 août 2020,. Le 14 novembre 2022, elle donne naissance à un fils.

## Carrière
À l'automne 2015, Hanne Verbruggen était l'un des gagnants de l'émission télévisée K3 zoekt K3 (K3 cherche K3), diffusée sur SBS6 et VTM. Avec Marthe De Pillecyn et Klaasje Meijer, elle forme le nouveau line-up du groupe féminin K3, où elle succède elle-même à Karen Damen.
En septembre 2021, Hanne Verbruggen et Marthe De Pillecyn cherchaient un nouveau K3 dans l'émission télévisée K2 zoekt K3 (K2 cherche K3), après que Klaasje Meijer ait annoncé son départ du groupe plus tôt cette année-là. Ce concours a finalement été remporté par Julia Boschman le 27 novembre 2021.

## Télévision
- K3 zoekt K3 (2015) en tant que candidate et gagnante avec Klaasje Meijer et Marthe De Pillecyn
- K3 - Muziekclips (2015-présent) dans son propre rôle
- Welkom bij K3 (2015) dans son propre rôle
- Dit is K3 (2016) dans son propre rôle
- Wij zijn K3 (2016) dans son propre rôle
- K3 (série télévisée) (série d’animation, 2016) voix de Hanne (Kim), dans la version originale
- Is er Wifi in Tahiti? (2016) en tant que candidate avec Klaasje Meijer et Marthe De Pillecyn
- Iedereen K3 (2016-2017) en tant que présentatrice
- K3 Dansstudio (2016-2017) en tant que présentatrice
- 2 Meisjes op het Strand (2016) en tant que présentatrice
- Radio 2 Zomerhit (2016-2017) en tant que présentatrice
- Het dagboek van K3 (2016-2018) dans son propre rôle
- K3 Vlogt (2017-présent) dans son propre rôle
- Tegen de Sterren op (2017) dans son propre rôle
- Camping Karen & James (2017) dans son propre rôle
- Overal K3 (2017) dans son propre rôle
- Wedden dat ik het kan (2017) dans son propre rôle
- Knoop Gala (2017) dans son propre rôle
- De tafel van K3 (2018) en tant que présentatrice
- The Voice Kids (2018-2022) en tant que membre du jury/coach avec Marthe De Pillecyn, Klaasje Meijer (2018-2020) et Julia Boschman (2022)
- Zet 'm op! (2018) dans son propre rôle
- K3 Roller Disco (2018-2020) en tant que Hanne
- K3 Dromen (2019) en tant que Hannie
- Het Rad (2020) dans son propre rôle
- Code van Coppens (2020) en tant que candidate avec Klaasje Meijer et Marthe De Pillecyn
- K3 Roller Disco Club (2020) en tant que présentatrice
- K2 zoekt K3 (2021) dans son propre rôle
- K2 zoekt mee (2021) dans son propre rôle
- K3, een nieuw begin (2021) dans son propre rôle
- Marble Mania (2022) en tant que candidate avec Marthe De Pillecyn et Julia Boschman
- K3, een nieuwe start (2022) dans son propre rôle
- Zin in Zappelin (2022) dans son propre rôle
- K3 Vriendenboek (2022) dans son propre rôle
- K3, één jaar later (2022) dans son propre rôle
- The Big Show (2022) dans son propre rôle
- Liefde voor muziek (2023-2024) en tant que candidate avec Marthe De Pillecyn et Julia Boschman
- Team K3 (2023) dans son propre rôle
- De Slimste Mens ter Wereld (2024) en tant que candidate

## Film
- K3 Love Cruise (2017) en tant que Hanne
- K3 Dans van de farao (2020) en tant que Hanne
- K3 en het lied van de zeemeermin (2024) en tant que Hanne

## Théâtre
| Année        | Titre                    | Rôle   | Producteur |
| ------------ | ------------------------ | ------ | ---------- |
| 2015-présent | De Grote Sinterklaasshow | Hanne  | Studio 100 |
| 2015-2016    | Afscheidstour            | Hanne  | Studio 100 |
| 2017         | K3 in de ruimte          | Hanne  | Studio 100 |
| 2018         | K3 Vlindershow           | Hanne  | Studio 100 |
| 2019         | 20 jaar K3               | Hanne  | Studio 100 |
| 2021         | K3 Dromenshow            | Hanne  | Studio 100 |
| 2022         | Kom erbij!               | Hanne  | Studio 100 |
| 2022-2023    | K3 Live in Concert       | Hanne  | Studio 100 |
| 2023         | Vleugels                 | Hanne  | Studio 100 |
| 2023         | K3 Live Late Night       | Hanne  | Studio 100 |
| 2023-2024    | Studio 100 Sing Along    | Hanne  | Studio 100 |
| 2024         | De 3 Biggetjes           | Knarri | Studio 100 |